# Stérilisation forcée des femmes autochtones aux États-Unis
La stérilisation forcée de femmes autochtones aux États-Unis a été pratiquée dans les années 1960 et 1970 par des médecins qui travaillaient au sein de l'Indian Health Service (IHS, « Service de santé indien »). Certaines jeunes filles mineures, parfois très jeunes, ont subi une stérilisation. Des femmes ont été induites en erreur : on leur a fait croire que la procédure de stérilisation était réversible. Certains prestataires de santé n'ont pas dit aux femmes qu'elles allaient être stérilisées ; des formes de coercition ont été documentées, notamment la menace de priver les femmes des soins de santé qui leur étaient nécessaires. Les médecins avaient tendance à recommander la stérilisation particulièrement aux femmes pauvres et à des membres de minorités en situation précaire dans des cas où ils ne l'auraient pas fait pour une patiente blanche plus riche.
Les organisations autochtones ont accusé l'Indian Health Service d'avoir stérilisé au moins 25 % des femmes autochtones des États-Unis pendant cette période, certains auteurs comme Lehman Brightman plaçant le chiffre à 40 %. Si l'estimation la plus élevée est exacte, jusqu'à 70 000 femmes pourraient avoir été stérilisées au cours de la période. En comparaison, le taux de stérilisation des femmes blanches au cours de la même période était d'environ 15 %.
En 1976, une enquête du General Accountability Office (GAO) des États-Unis avait été menée dans quatre zones des Services de santé indiens. Ses estimations chiffrées ont une portée limitée : d'une part, l'enquête n'examine que quatre des douze zones de l'Indian Health Service ; d'autre part, elle récolte des données sur 3 ans, entre 1973 et 1976. Dans ce périmètre et cours de ce laps de temps, 3 406 femmes ont été stérilisées de force. L'intérêt de l'enquête est de montrer que les pratiques dans ces 4 zones de l'Indian Health Service n'étaient pas conformes aux politiques de ces mêmes services régissant le consentement à la stérilisation. Les formulaires de consentement inadéquats étaient un problème récurrent ; le formulaire le plus courant ne permettait pas de savoir si les informations fondant un consentement éclairé avaient été présentés aux patientes, ni de connaître les propos tenus avant d'obtenir le consentement d'une femme ; l'incompréhension des médecins concernant les réglementations de l'IHS était répandue.

## Types de stérilisation
L'hystérectomie et la ligature des trompes étaient les deux principales méthodes de stérilisation utilisées. Une hystérectomie est une procédure utilisée pour stériliser les femmes où l'utérus est retiré par l'abdomen ou le vagin de la femme. Cette opération était couramment utilisée pour stériliser les femmes autochtones dans les années 1960 et 1970 aux États-Unis. Une autre forme courante de stérilisation était la ligature des trompes, une procédure de stérilisation dans laquelle les trompes de Fallope d'une femme sont attachées, bloquées ou coupées. Pour de nombreuses femmes, ces procédures ont été effectuées sans consentement. En 1971, le Dr James Ryan a déclaré qu'il préférait les hystérectomies aux ligatures des trompes parce que « c'est plus un défi … et c'est [une] bonne expérience pour le médecin résident junior » ; ce qui en dit long sur l'attitude des médecins de l'IHS envers leurs patientes, car les hystérectomies ont un taux de complications beaucoup plus élevé.
Certaines formes de contraception autres que la stérilisation étaient parfois utilisées, notamment le Depo-Provera et le Norplant (ou Levonorgestrel-releasing implant (en)). Ces deux produits sont des contraceptifs féminins. Le premier consiste à recevoir une injection tous les trois mois, tandis que le second, un dispositif qui n'est plus utilisé aux États-Unis, nécessitait l'implantation de capsules remplies d'hormones sous la peau,. Le Depo-Provera a été utilisé sur des femmes autochtones ayant un handicap mental. Norplant, promu par l'IHS, a été commercialisé par Wyeth Pharmaceuticals (qui a été poursuivi pour divulgation insuffisante d'effets secondaires, notamment des saignements menstruels irréguliers, des maux de tête, des nausées et des dépressions). Les effets secondaires de ces deux formes de contraception comprenaient l'arrêt du cycle menstruel et des saignements excessifs.
En utilisant les données de 2002 de l'Enquête nationale sur la croissance de la famille, l'Urban Indian Health Institute a constaté que parmi les femmes ayant recours à un moyen de contraception, les méthodes les plus fréquemment utilisées par les femmes urbaines amérindiennes et autochtones de l'Alaska âgées de 15 à 44 ans étaient la stérilisation féminine (34 %), les pilules contraceptives (21 %) et les préservatifs masculins (21 %). Cependant, parmi les Blancs non hispaniques urbains, les méthodes les plus courantes étaient les pilules contraceptives orales (36 %), la stérilisation féminine (20 %) et les préservatifs masculins (18 %).
Aujourd'hui, bien que le service de l'Indian Health Service continue d'utiliser la stérilisation comme méthode de planification familiale, la ligature des trompes et la vasectomie, qui est une procédure de stérilisation masculine, sont les seules procédures licites dans le but principal de stérilisation. Aujourd'hui, légalement, l'IHS exige que la patiente donne son consentement éclairé à l'opération, qu'elle soit âgée de 21 ans ou plus et qu'elle ne soit pas institutionnalisée dans un établissement correctionnel ou de santé mentale.

## Effets de la stérilisation
Un effet direct de la stérilisation des femmes autochtones est que le taux de natalité autochtone a diminué. Dans les années 1970, le taux de natalité moyen des femmes autochtones était de 3,7 ; en 1980, il est tombé à 1,8 en partie à cause de la stérilisation. En comparaison, la femme blanche moyenne devait avoir 2,42 enfants en 1970, un taux de natalité qui a ralenti à 2,14 par femme en 1980. Selon certains décomptes, au moins 25% des femmes amérindiennes âgées de quinze à quarante-quatre ans ont été stérilisées pendant la période la plus intensive,. Un effet potentiel de ceci est le risque accru d'extinction de la culture amérindienne. Les femmes autochtones ont perdu leur pouvoir politique et économique, étant dans l'incapacité de se reproduire au même rythme que les femmes blanches.
La baisse du taux de natalité est mesurable, cependant, la stérilisation a également eu un impact pernicieux, non quantifiable, sur de nombreuses femmes. Dans la culture traditionnelle des Autochtones d'Amérique, la fertilité d'une femme est très appréciée, de sorte que la stérilisation a des conséquences psychologiques et sociales, provoquant une marginalisation. Le fait qu'une femme ne puisse pas avoir d'enfants peut causer de la honte, de l'embarras et une éventuelle condamnation de la part de la communauté de l'individu, en raison de la manière dont de nombreux Autochtones perçoivent la maternité. En 1977, l'avocat Michael Zavalla a déposé une plainte auprès de l'État de Washington après que trois femmes Cheyenne du Montana ont été stérilisées sans leur consentement. Cependant, ces femmes stérilisées sont restées anonymes car elles craignaient des répercussions au sein de leur communauté. Comme l'a expliqué Marie Sanchez, juge tribale en chef de la réserve nord de Cheyenne, « plus décourageant encore que des frais juridiques élevés est le risque de perdre sa place dans la communauté indienne, où la stérilisation a une résonance religieuse particulière ».
Dans certaines régions, la procédure de stérilisation était insuffisamment stérile, ce qui a entraîné des complications. Un traitement médical supplémentaire était alors nécessaire, mais le financement du gouvernement ne couvrait que la stérilisation elle-même. Parce que la plupart des femmes n'avaient pas les moyens de payer des soins médicaux de suivi, dans de nombreux cas, elles ne les ont pas reçus et certaines en sont mortes. Marie Sanchez a assimilé la stérilisation massive des Amérindiens à un génocide moderne.
Les femmes et les hommes autochtones ne font pas entièrement confiance au gouvernement américain en raison de la stérilisation forcée et restent sceptiques quant aux technologies contraceptives.
Gartner et al., 2020 constate que les femmes autochtones sont stérilisés de manière disproportionnée dans Caroline du Nord (Stérilisation forcée des femmes autochtones aux Caroline du Nord (simple)).

## Motivations de la stérilisation forcée des femmes autochtones aux États-Unis

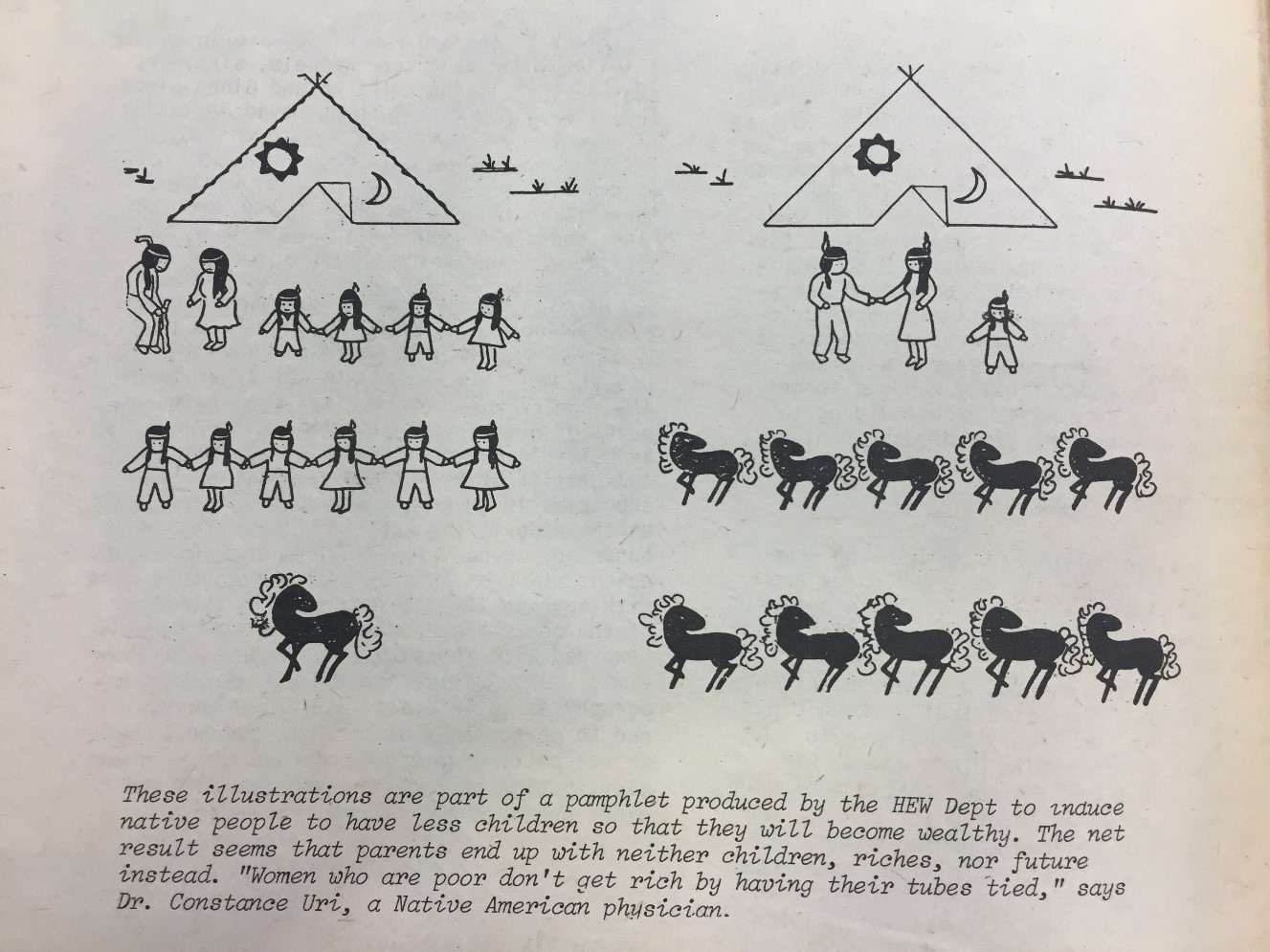
Brochure créée par le ministère de la Santé, de l'Éducation et du Bien-être (HEW) pour inciter les femmes autochtones à avoir moins d'enfants. L'image à gauche montre comment seraient les parents avant d'adopter les pratiques de planification familiale promues (fatigués, avec beaucoup d'enfants et peu de ressources). À droite : les parents avec un seul enfant, heureux, et propriétaires de nombreux chevaux.

Des rapprochements ont pu être établis entre les lois qui légalisaient la stérilisation forcée des femmes autochtones aux États-Unis et au Canada et l'idéologie du darwinisme social, une interprétation pervertie des théories de Charles Darwin.
Les femmes amérindiennes n’étaient pas les seules à être soumises à des stérilisations forcées. Les femmes afro-américaines et pauvres étaient également stérilisées de force. Le gouvernement des États-Unis avait forcé les Amérindiens à vivre dans des réserves ou à se réinstaller dans des zones urbaines sans aucun lien avec elles. Dans les années 1970, de nombreux Amérindiens vivaient dans la pauvreté. Les Amérindiens dépendaient d’organisations gouvernementales comme l’Indian Health Service (IHS), le Department of Health, Education and Welfare (HEW) et le Bureau of Indian Affairs (BIA). L’IHS était leur principal fournisseur de soins de santé. Comme les Amérindiens dépendaient de ces organisations gouvernementales pour leurs services de santé, ils étaient plus vulnérables à la stérilisation forcée que les autres.
Des calculs économiques peuvent expliquer aussi le nombre élevé de stérilisations forcées. Interrogés sur leurs attitudes à l'égard des politiques de contrôle des naissances, 94% des médecins ont déclaré qu'ils approuveraient la stérilisation obligatoire pour une mère assistée sociale ayant trois enfants ou plus. Avec moins de personnes demandant Medicaid et l'aide sociale, le gouvernement fédéral pourrait réduire les dépenses consacrées aux programmes d'aide sociale. Outre les femmes autochtones, d'autres femmes pauvres non racisées, les handicapées et les femmes de couleur ont été ciblées pour des raisons similaires. La plupart des médecins pratiquant la stérilisation la considéraient comme la meilleure alternative pour ces femmes. Ils prétendaient que cela améliorerait la situation financière et la qualité de vie de la famille. Lorsque les médecins ont été interrogés sur les recommandations qu'ils adressaient aux patientes dans le cadre de leur pratique privée (donc à des patientes aisées), ils ont été 6% à recommander la stérilisation, mais s'agissant de patientes plus pauvres qui bénéficiaient de l'aide social, le taux de recommandation s'élevait à 14%. De plus, beaucoup de ces médecins pensaient que les femmes amérindiennes n'étaient pas assez intelligentes pour utiliser d'autres méthodes de contraception, écrit Jane Lawrence dans American Indian Quarterly. Ainsi, la stérilisation de ces patientes était considérée comme la méthode de contraception la plus fiable,.
Le grand nombre d'interventions chirurgicales était considéré comme un moyen d'acquérir une bonne formation pour les médecins.
Une distinction importante est faite entre les médecins qui travaillaient directement pour l'IHS et les autres médecins qui effectuaient des stérilisations dans le cadre d'un accord contractuel avec l'Indian Health Service. Pour les médecins de l'IHS, il n'y avait aucune incitation financière à effectuer des stérilisations et, par conséquent, d'autres considérations ont probablement joué le rôle principal. En revanche, les médecins sous contrat étaient mieux payés lorsqu'ils stérilisaient les femmes au lieu de leur donner des contraceptifs oraux, ce qui rendait une incitation financière plus plausible. Même s'il n'y avait aucune incitation financière pour les médecins de l'IHS à recommander la stérilisation, la stérilisation était considérée comme la forme idéale de contraception pour les patientes amérindiennes dans les années 1960 et 1970. Les médecins de l'IHS avaient principalement des vues protestantes et de la classe moyenne sur la planification familiale ; le modèle valorisé à leurs yeux était la famille nucléaire contenant un petit nombre d'enfants. Ils supposaient que les femmes autochtones désiraient la même structure familiale que les Américains blancs de la classe moyenne, prétexte additionnel pour dédouaner les stérilisations forcées.
Une théorie suggère que les médecins de l'IHS étaient sous-payés et surmenés et qu'ils ont stérilisé les femmes amérindiennes pour avoir moins de travail à l'avenir. La nouvelle recrue moyenne de l'Indian Health Service gagnait entre 17 000 et 20 000 dollars par an et travaillait environ 60 heures par semaine. En 1974, le ratio médecins / patients était dangereusement bas, avec «un seul médecin pour 1 700 Indiens des réserves». Les problèmes causés par le manque de médecins ont été encore exacerbés lorsqu'un programme d'enrôlement de médecins dans l'armée a pris fin en 1976. Cela a directement affecté l'IHS car ils ont recruté nombre de leurs médecins dans l'armée,. Entre 1971 et 1974, les candidatures aux postes vacants de l'IHS sont passées de 700 à 100 candidatures, ce qui signifie que la charge de travail supplémentaire retombait sur un nombre de plus en plus réduit de médecins,.

## Service de santé indien

Le logo IHS

L'Indian Health Services (IHS) est une organisation gouvernementale créée en 1955 pour aider à lutter contre les mauvaises conditions de santé et de vie des Amérindiens et des autochtones de l'Alaska. L'IHS existe toujours aux États-Unis,. Le site Web de l'IHS indique que « l'IHS est le principal fournisseur fédéral de soins de santé et le défenseur de la santé des Indiens, et son objectif est d'élever leur état de santé au plus haut niveau possible. L'IHS fournit un système complet de prestation de services de santé à environ 2,2 millions d'Amérindiens et d'Autochtones de l'Alaska qui appartiennent à 573 tribus reconnues par le gouvernement fédéral dans 37 États ». En 1955, le Congrès avait confié à IHS la responsabilité de fournir ces services de santé, mais à l'époque, ils n'avaient pas suffisamment de médecins pour effectuer des procédures sûres et appropriées. Après avoir augmenté le salaire des médecins, ils ont commencé à fournir un traitement contraceptif qui a finalement conduit à la pratique de la stérilisation.

## Histoire de la stérilisation forcée aux États-Unis
Les femmes autochtones n'étaient pas les seules aux États-Unis à avoir été soumises à des stérilisations forcées ; les femmes noires et pauvres étaient également touchées par ces pratiques. La pratique de l'eugénisme découle des écrits de Francis Galton sur l'utilisation de la génétique pour améliorer la race humaine,. Le mouvement eugéniste est devenu de plus en plus populaire et, en 1907, l'Indiana a été le premier État américain à promulguer une loi sur la stérilisation obligatoire. La pratique s'est normalisée ; au cours des vingt années suivantes, quinze autres États ont promulgué des lois similaires.
En 1927, l'affaire de la Cour suprême Buck v. Bell a confirmé une loi de stérilisation obligatoire en Virginie. L'affaire concernait trois générations de femmes de la famille Buck : Emma, Carrie et Vivian. En examinant ces générations de femmes d'une même famille, les défenseurs de l'eugénisme espéraient convaincre la Cour que Carrie Bell avait des déficiences intellectuelles héréditaires et qu'elle représentait un danger pour le bien-être public ; ils ont réussi, et Carrie Bell a été stérilisée. La décision d'Oliver Wendell Holmes Jr. était formulée dans ces termes : « Il vaut mieux pour le monde entier que la société empêche de se reproduire ceux qui sont manifestement inaptes à continuer leur espèce, au lieu d'attendre et d'exécuter une progéniture dégénérée en raison des crimes qu'elle aura commis, ou de laisser mourir de faim cette progéniture à cause de ses déficiences. Le principe qui sanctionne la vaccination obligatoire est suffisamment large pour couvrir la ligature des trompes de Fallope". L'affaire a eu pour effet de légitimer les lois de stérilisation existantes, ce qui a entraîné une plus grande acceptation de la pratique. Selon l'historienne des sciences Dominique Aubert-Marson, aux États-Unis «les lois de stérilisation visaient les fous, les faibles d’esprit, les épileptiques, les malades mentaux et, parfois, les criminels». Au cours des années 1960 et 1970, alors que les pratiques de stérilisation augmentaient, aucune législation ne l'interdisait et elle était considérée comme une forme viable de contraception,,.
Six ans après l'adoption du Population Research Act de 1970, on a estimé que les médecins ont stérilisé peut-être 25% des femmes amérindiennes en âge de procréer. Les preuves suggèrent que les chiffres étaient plus élevés ; en effet, une loi subventionnait les stérilisations pour les patients qui ont utilisé le Service de santé indien et de Medicaid.
Dans l'affaire Relf v. Weinberger, un tribunal de district a conclu que les réglementations du ministère de la Santé et des Services sociaux sur la stérilisation étaient « arbitraires et déraisonnables » car elles ne garantissaient pas de manière adéquate le consentement de la patiente. Cette affaire s'inscrivait dans une prise de conscience croissante au cours des années 1970 du fait que les procédures de stérilisation abusives devenaient un problème grave. Entre autres faits révélés dans l'affaire, il a été constaté que 100 000 à 150 000 personnes étaient stérilisées chaque année grâce à l'argent de programmes financés par le gouvernement fédéral. Cette affaire judiciaire a permis de reconnaître que les pauvres, les minorités et toutes personnes en situation de précarité risquaient d'être ciblés pour des stérilisations auxquelles ils n'avaient pas consenti, ce qui a conduit à l'exigence légale selon laquelle le consentement éclairé doit être reçu avant l'opération.